# Đại dịch COVID-19 tại Martinique
Bài viết này ghi lại các tác động của đại dịch COVID-19 ở Martinique, và có thể không bao gồm tất cả các phản ứng và biện pháp chính hiện đại.

## Dòng thời gian
Vào ngày 5 tháng 3, Martinique đã xác nhận trường hợp COVID-19 đầu tiên của vùng lãnh thổ này.
Tính đến ngày 31 tháng 10 năm 2023, Martinique ghi nhận 230,354 trường hợp nhiễm COVID-19 và 1,102 trường hợp tử vong.